# 艾米爾·布魯內爾
艾米爾·布魯內爾（Heinrich Emil Brunner，又譯為艾米爾·布倫納，1889年—1966年），是一位影響深遠的瑞士籍新教神學家、新正統神學家。他曾與卡爾·巴特共同推動了二十世紀上半葉歐洲德語系國家中的「新正統神學運動」(或稱為「辯證神學運動」)，是該神學主張的代表人物。
布魯內爾反對自由主義神學將耶穌描繪成一個值得敬重的道德人物。布魯內爾主張耶穌不但是上帝的「道成肉身」，並且是「救贖事件」的中心點。另一方面，布魯內爾企圖尋找出當時持續爭論當中的阿民念主义與加爾文主義兩造的中介點，除了仍然強調上帝在救恩一事上保有至高無上的主權以外，也強調了人類不必付出代價便可承受救恩的觀點。縱然布魯內爾在此重新聲張了基督論的中心地位，符合正統神學的要求，但保守派神學家往往對於他的其它神學主張持保留態度，例如他懷疑《聖經》中關於神蹟記載的真實性，並對《聖經》中的文字是否可以做為現代基督徒啟示來源提出質疑。

## 神學主張
神人相遇中的超越性。

## 其興起的思想、社會的背景
- 在第一次世界大戰樂觀主義式微，取而代之的是悲觀主義。
- 而在神學思想方面，巴特所開創的「新正統主義」運動，一直影響到二十世紀中期。
- 但是「新正統派」的源由，是一位「憂鬱的丹麥人」—祈克果所發聲的，他強調個人，「唯有個人的主觀性是真理。實存的人生觀，唯有在宗教的生活方式中才可得到，也就是說，暫時活在世上的人，在絕望與信仰中與神相遇，並站在祂面前，這就是生存。」 [1]這種人生觀被稱為「存在主義」。[2]
- 祈克果的主題—超越的神與人相遇時—成為二十世紀新正統派神學家的基礎，他們重新發掘古老基督教正統教義對現代世界的重要性。[3]
- 其中的三巨頭就是：巴特、布特曼、和布魯內爾。起初三人同盟，但在二次大戰後，他們便分道揚鑣。布魯內爾便將這新正統派的思想帶入了英、美。[4]

## 布魯內爾所面對的挑戰或要解決的問題
- (1)布魯內爾最關切的是十九、二十世紀的臨在性神學。這種觀念以黑格爾的宗教哲學影響最著，復原教自由派都強調神臨在於人類的歷史。 [5]
- (2)巴特的神學觀點

1. 巴特否定在自然中會有任何神真正的啓示，也就是否定自然神學、忽視一般啓示。
2. 巴特的揀選論、普救論。

- (3)復原教正統神學將聖經的話與神的話等同。[6]

## 布魯內爾如何回應
- (1)  攻擊臨在性神學：

1. 反對人憑自然能力、理性、 以及哲學來瞭解神的話語，卻不靠啓示來認識神。
2. 布魯內爾和巴特不同，他抱持一般啓示的觀點，但他避開證明「神的存在」的知識，認為人類仍有對神的知覺的最低限度，也就是每個人的本性內都有與福音「接觸點」。
3. 布魯內爾贊同祈克果所說，唯有以「信心的縱躍」和內心的熱情參與神人關係，才能真正認識神，也才是真正的基督教。 [7]

- (2) 布魯內爾拒絕巴特的揀選論

1. 因為巴特除掉人類「預定定罪」的觀念，必定會導致普救論， [8] 也就是將救恩強加於人的身上。 [9]
2. 布魯內爾認為：「相信耶穌基督和身為蒙揀選者是同一件事，同樣，不相信耶穌基督和未蒙揀選也是同一件事。...除了相信與不相信的事實這兩個籤號外，再無其他數目」。  [10]

- (3) 攻訐復原教正統神學將聖經的話與神的話等同：

1. 布魯內爾強調啓示的超越性和位格性。
2. 布魯內爾刻意避免臨在性，他要除滅人的知識、經驗以及敘述，包括受神「靈感」的話語在內。 [11]
3. 布魯內爾只保留超越性啓示， 並在《真理為相遇》（Truth as Encounter，1938、1954年）一書中，闡明這個觀念—源自二十世紀兩位存在主義思想家：艾伯納（Ferdinand Ebner）和布伯（Martin Buber）—就是聖經中的「神人相遇」的重要性。 [12]
  1. 亦即每個人都必須面臨一個重要時刻（福音的「接觸點」）：接受或拒絕耶穌為救主的時刻。 [13]
  2. 福音要求「認罪悔改」，人們對於「罪」與「悔改」必須有自覺，否則這要求就沒有意義。[14]

- 所以，聖經的真理是相遇的真理，在神人相遇的關鍵時刻，神說話（conversation-partner of God）、人回應並委身，讓神擁有主權， 強調了神人相遇中的超越性。[15]

## 布魯內爾對今日教會的重要性
(1)布魯內爾的貢獻始於將啓示與個人和神的「我—你相遇」（I—Thou Encounter）視為同一件事。
1. 布魯內爾認為
  1. 「它—真理」（It-truth）有關神的命題式教義或神學並不具啓示地位。
  2. 「你—真理」（Thou-truth）才是非命題式的啓示，是對位格（God as Person）的認識，亦即超越了物體的層面，也超越了主體、客體的區分。
2. 非命題式的啓示，發生在兩個事件中：
  1. 一是原初啓示：即神在耶穌基督裡的道成肉身，是生命的賜予。
  2. 另一個是現今啓示：即聖靈為耶穌基督在人內心的見證，使信徒能認識耶穌基督，是生命更新的共享。[16]
3. 布魯內爾主張，只有這種真理才能保有位格的自由，並保存福音的中心，即與神個別的關係。

(2)布魯內爾被人稱為「聖經位格主義」，他推崇聖經在見證上的權威，不僅是原初啓示不可少的見證，也是現今啓示的管道。換句話說，耶穌基督才是唯一的標準與權威，這正是他對現代神學最大的貢獻。

## 影響力
1. 傑威特批判布魯內爾將「它—真理」與「你—真理」作絕對的區分，傑威特認為啓示到認信、或相遇到教義之間，不可能完全沒有命題式的內容。
2. 保守派卻學到，要避免將字句和命題簡化為神的啓示；
3. 自由派也學到，要避免將人對神的思想等同為神的啓示。[17]

### 引用
1. ↑  趙中輝編譯，《基督教與現代神學思潮》（台北：基督教改革宗翻譯社，1979），117-8。
2. ↑  奧爾森（Roger E. Olson），《神學故事》， 吳瑞誠、徐成德譯（台北縣：校園書房出版社，2002），676。
3. ↑  葛倫斯（Stanley J. Grenz）、奧爾森（Roger E. Olson），《二十世紀神學評論》， 劉良淑、任孝琦譯（新北市：校園書房出版社，2012），74-6。
4. ↑  葛倫斯、奧爾森，《二十世紀神學評論》，91。
5. ↑  奧爾森，《神學故事》，677。
6. ↑  葛倫斯、奧爾森，《二十世紀神學評論》，93-8。
7. ↑  奧爾森，《神學故事》，678-9。
8. ↑  麥葛福，《基督教神學手冊》， 劉良淑、王瑞琦譯（台北：校園書房出版社，1998），464。
9. ↑  麥葛福，《基督教神學原典精華》， 楊長慧譯（台北：校園書房出版社，1998），317。
10. ↑  葛倫斯、奧爾森，《二十世紀神學評論》，100。
11. ↑  葛倫斯、奧爾森，《二十世紀神學評論》，97。
12. 1 2  葛倫斯、奧爾森，《二十世紀神學評論》，93-4。
13. ↑  奧爾森，《神學故事》，690-1。
14. ↑  麥葛福，《基督教神學手冊》，203。
15. ↑  麥葛福，《基督教神學原典精華》，94-5。
16. ↑  葛倫斯、奧爾森，《二十世紀神學評論》，95-6。
17. ↑  葛倫斯、奧爾森，《二十世紀神學評論》，97-100。

## 內部聯結
- 辯證神學